# Staniszcze Małe (przystanek kolejowy)
Staniszcze Małe – przystanek kolejowy w Staniszczach Małych, w województwie opolskim, w Polsce. Według klasyfikacji PKP ma kategorię dworca lokalnego.

## Ruch pasażerski
| Rok  | Wymiana pasażerska na dobę |
| ---- | -------------------------- |
| 2017 | 50-99                      |
| 2022 | 50-99                      |